# Strömsund (Luleå kommun)
 For alternative betydninger, se Strömsund (flertydig). (Se også artikler, som begynder med Strömsund)
Strömsund er en by i Luleå kommun i Norrbottens län i Sverige. Byen ligger ved Bottenbugten cirka tre kilometer nordøst for Råneå, og deles i to dele af Europavej E4.
I årene 1744 til 1830 havde Strömsund en højovn beregnet til at smelte malm til Meldersteins bruk. Højovnsområdet blev efterfølgende benyttet til andre industrielle virksomheder, og rummer i dag det kirkelige anlæg Strömsundshemmet med Strömsundshemmets kapell.
Den 31. december 2014 havde ifølge Luleå kommun byen Strömsund, de to fritidshusområder Bäckerskäret og Kilholmen samt det omkringliggende landområde 73 indbyggere.

## Historie
I starten af 1740'erne anlagde Jonas Meldercreutz og Abraham Steinholtz en højovn i Strömsund til smeltning af malm fra Malmberget for derefter at videreforædle det i Melderstein. Tilladelsen til denne højovn blev bevilget den 5. juli 1742 og anlægget placeret ved bakken som fra Strömsundsträsket rinder ud i Bottenbugten. Højovnen stod klar i 1744 og blev taget i brug året efter. Den første pustning gav dog et dårligt resultat da Gällivaremalmen var alt for righoldig, kullet alt for dårligt og arbejdskraften alt for dårligt uddannet. Derefter blev afkastet bedre og højovnen i Strömsund pustede næsten hvert år til og med 1830, hvorefter den blev nedlagt.
Det som var tilbage af værket, Strömsunds faktori, blev købt af Carl Rånlund som primært satsede på skovbrug og savværksindustri men også på jordbrug og handel. I 1880'erne opførte Rånlund en herregårdsbygning.
Hele ejendommen blev i 1942 overtaget af stiftelsen Strömsundshemmet for at benyttes indenfor forsamlingsarbejdet i Råneå församling og den kirkelige virksomhed i Luleå Stift. Efterhånden blev fire kirkeboliger flyttet hertil fra Råneå kyrka, ligesom forskellige bygninger fra området. Her findes Strömsundshemmets kapell.